# 뉴햄프셔주의 통계 지구

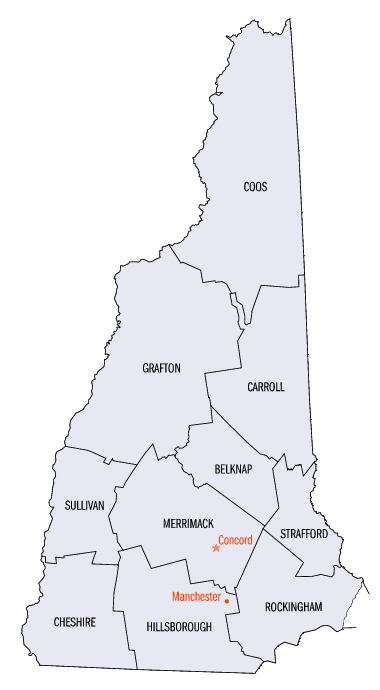
뉴햄프셔 주의 군들

뉴햄프셔의 주기

뉴햄프셔의 통계 지구(New Hampshire Statistical Area)는 뉴햄프셔 주에 있는 통계 지구이다.

## 범례
| 범례      | 의미                                     |
| --------- | ---------------------------------------- |
|           | 버몬트에 속하는 지역                     |
|           | 매사추세츠에 속하는 지역                 |
|           | 코네티컷에 속하는 지역                   |
|           | 로드아일랜드에 속하는 지역               |
|           | 2개의 주 이상에 걸친 지역(뉴햄프셔 해당) |
| 초록 글씨 | 다른 주에 속하는 지역의 인구 수          |
| 파란 글씨 | 뉴햄프셔와 다른 주에 걸친 지역의 인구 수 |

## 배치도
| 복합 통계 지구                | 인구                | 핵심 기반 통계 지구         | 인구              | 군         | 인구      |
| ----------------------------- | ------------------- | --------------------------- | ----------------- | ---------- | --------- |
| 보스턴-우스터-프로비던스 지구 | 8,287,710 1,070,121 | 보스턴-케임브리지-뉴턴 지구 | 4,873,019 440,402 | 미들섹스   | 1,611,699 |
| 보스턴-우스터-프로비던스 지구 | 8,287,710 1,070,121 | 보스턴-케임브리지-뉴턴 지구 | 4,873,019 440,402 | 서퍽       | 803,907   |
| 보스턴-우스터-프로비던스 지구 | 8,287,710 1,070,121 | 보스턴-케임브리지-뉴턴 지구 | 4,873,019 440,402 | 에식스     | 789,034   |
| 보스턴-우스터-프로비던스 지구 | 8,287,710 1,070,121 | 보스턴-케임브리지-뉴턴 지구 | 4,873,019 440,402 | 노퍽       | 706,775   |
| 보스턴-우스터-프로비던스 지구 | 8,287,710 1,070,121 | 보스턴-케임브리지-뉴턴 지구 | 4,873,019 440,402 | 플리머스   | 521,202   |
| 보스턴-우스터-프로비던스 지구 | 8,287,710 1,070,121 | 보스턴-케임브리지-뉴턴 지구 | 4,873,019 440,402 | 로킹엄     | 309,769   |
| 보스턴-우스터-프로비던스 지구 | 8,287,710 1,070,121 | 보스턴-케임브리지-뉴턴 지구 | 4,873,019 440,402 | 스트래퍼드 | 130,633   |
| 보스턴-우스터-프로비던스 지구 | 8,287,710 1,070,121 | 프로비던스-워릭 지구        | 1,624,578         | 프로비던스 | 638,931   |
| 보스턴-우스터-프로비던스 지구 | 8,287,710 1,070,121 | 프로비던스-워릭 지구        | 1,624,578         | 브리스틀   | 565,217   |
| 보스턴-우스터-프로비던스 지구 | 8,287,710 1,070,121 | 프로비던스-워릭 지구        | 1,624,578         | 켄트       | 164,292   |
| 보스턴-우스터-프로비던스 지구 | 8,287,710 1,070,121 | 프로비던스-워릭 지구        | 1,624,578         | 워싱턴     | 125,577   |
| 보스턴-우스터-프로비던스 지구 | 8,287,710 1,070,121 | 프로비던스-워릭 지구        | 1,624,578         | 뉴포트     | 82,082    |
| 보스턴-우스터-프로비던스 지구 | 8,287,710 1,070,121 | 프로비던스-워릭 지구        | 1,624,578         | 브리스틀   | 48,479    |
| 보스턴-우스터-프로비던스 지구 | 8,287,710 1,070,121 | 우스터 지구                 | 947,404           | 우스터     | 830,622   |
| 보스턴-우스터-프로비던스 지구 | 8,287,710 1,070,121 | 우스터 지구                 | 947,404           | 윈덤       | 116,782   |
| 보스턴-우스터-프로비던스 지구 | 8,287,710 1,070,121 | 맨체스터-내슈아 지구        | 417,025           | 힐즈버러   | 417,025   |
| 보스턴-우스터-프로비던스 지구 | 8,287,710 1,070,121 | 반스터블타운 지구           | 212,990           | 반스터블   | 212,990   |
| 보스턴-우스터-프로비던스 지구 | 8,287,710 1,070,121 | 콩코드 지구                 | 151,391           | 메리맥     | 151,391   |
| 보스턴-우스터-프로비던스 지구 | 8,287,710 1,070,121 | 라코니아 지구               | 61,303            | 벨크냅     | 61,303    |
| 없음                          | 없음                | 레버넌 지구                 | 216,986 133,032   | 그래프턴   | 89,886    |
| 없음                          | 없음                | 레버넌 지구                 | 216,986 133,032   | 윈저       | 55,062    |
| 없음                          | 없음                | 레버넌 지구                 | 216,986 133,032   | 설리번     | 43,146    |
| 없음                          | 없음                | 레버넌 지구                 | 216,986 133,032   | 오렌지     | 28,892    |
| 없음                          | 없음                | 킨 지구                     | 76,085            | 체셔       | 76,085    |
| 없음                          | 없음                | 벌린 지구                   | 31,563            | 코어스     | 31,563    |
| 없음                          | 없음                | 없음                        | 없음              | 캐럴       | 48,910    |
| 뉴햄프셔                      | 뉴햄프셔            | 뉴햄프셔                    | 뉴햄프셔          | 뉴햄프셔   | 1,359,711 |

## 참고
- 인구 수는 2019년 기준이며 단위는 '명'이다.
- 메리맥군은 뉴햄프셔주 행정 기관들이 있는 콩코드가 있기 때문에 굵은 글씨로 표기했다.

## 같이 보기
- 대도시 통계 지구